# 曼哈頓愛情故事
《曼哈頓愛情故事》是TBS於2003年10月9日至12月18日播出的日本連續劇，由宮藤官九郎擔任腳本，磯山晶製作的日劇作品。主演是松岡昌宏。

## 故事概要
一間咖啡店附近新開了一間電視台，店長、店員以及常客們發展出來的一連串的單戀故事。
一開始的戀愛相關圖是A→B→C→D→E→F，但是後來...。

## 登場人物
H - 曼哈頓咖啡店的店長：松岡昌宏（TOKIO）
「純喫茶曼哈頓」的店長。其實希望被稱呼為老闆。常常把正在手上擦著的咖啡杯給捏破。本名羅馬拼音第一個字是H。
對自己泡的咖啡有著絕對的自信，想要把「曼哈頓」塑造成一個都會中的藏身處般，成熟的人們可以來小憩片刻的店面，所以不喜歡那些不懂咖啡的電視台來的客人。不知為何常常在內心裡拿赤羽小姐喝不喝咖啡來打賭要不要妥協接受客人的無理要求，然後一直輸，因此「曼哈頓」的形象就離都會中的藏身處的形象越來越遠。但也因此店裡的生意越來越好，咖啡店也成為了常客們碰面用的場所。是《神探可倫坡》的忠實粉絲。
平常非常沉默無表情，招呼客人時也只有些微的動作以及極小的聲音，裝的好像對客人的隱私絕不干涉的樣子，但其實常常偷聽客人的對話，然後自己在心裡偷偷擔心客人間的關係。擔心到了極限時會變成超人般衝到那位客人身邊，以不透露自己身份的方法用咖啡舉例點醒客人。經典台詞是：「我用我的人生及經驗以及靈魂來告訴你」。因為客人幾乎沒聽過店長講話，所以不會被發現身份。
因為店長不講話，所以沒有人知道他的真名，直到最後一集。
店長常常自己在心裡唸到的「全日本Barista選手權亞軍」的Barista是義大利文的作咖啡的人的意思。
A - 赤羽伸子（計程車司機）：小泉今日子
36歲的計程車司機間的偶像。本名羅馬拼音第一個字是A，戀愛相關圖就是從她開始的。
幾乎每次到曼哈頓都會點特調咖啡，但幾乎沒有喝過一口。就算有喝也只是拿來漱口用的而已。
非常愛看千倉老師寫的戀愛連續劇，而這也是有原因的。
B - 別所秀樹（舞者）：及川光博
暱稱是「Bessie」。是個自以為有魅力的31歲。女性關係豐富，雖然本人概稱為朋友而已。習慣以跳舞來傳達心情。
有被美國的音樂劇錄取的舞蹈實力，在千倉老師的連續劇裡擔任舞蹈師。
C - 千倉真紀（連續劇腳本家）：森下愛子
本來是想要當女演員的42歲當紅連續劇腳本家，有「戀愛職人」「浪漫之神」等稱號。現在常常在曼哈頓的老位置寫劇本。
對別人的戀愛故事，特別是外遇的經驗很有興趣。
D - 土井垣 智（聲優）：松尾鈴木
40歲的當紅聲優，有配連續劇的旁白、廣告旁白等多數作品。和千倉是老交情。現在的女性關係亂七八糟的，但是很寵小孩。和春子結婚時已離過兩次婚，有過兩個小孩了。
曼哈頓裡的電視、卡拉OK，還有種種新產品大多是他的提議。
D´ - 土井垣 春子（聲優）：YOU
土井垣 智的妻子，當初是奉子成婚。在戀愛圖裡因為和丈夫同姓土井垣，所以以D'來標注。
E - 江本詩織（女主播）：酒井若菜
暱稱是「えもやん(江本妹)」的23歲。以自己的家鄉口音當作賣點的做作女主播，私底下說話很標準沒有口音。是個容易陷入愛情的女孩子。
在栃木的老家也是開咖啡廳的。
F - 船越英一郎（演員）
自演本人的43歲。在千倉老師的連續劇裡演男主角。
他是第一個好好品嚐了店長的咖啡的電視台客人，店長因此在心裡自封他為「曼哈頓先生」。第六話以後成為常客之一。
以自己是愛妻家為理由拒絕過江本妹，但是...。
G - 蒲生 忍（曼哈頓的工讀生）：塚本高史
曼哈頓唯一的店員，21歲。因為常常能讀出不說話的店長的心思，而被店長在心裡稱為「超能力忍」。工作之一是代替著不說話的店長和客人們對話以及接電話等。店長常常因為他的行為而不時給他加薪減薪。
身為地下樂團「少年X光」的主唱，常客和店長心理都以「忍君」來稱呼他，但是...
井堀真彦（計程車司機）：尾美利德
暱稱為伊波利(日文發音近)，是赤羽工作上的前輩。有點下流，喜歡吃生肉。
很少去曼哈頓，但是漸漸的也和常客們混熟了。
同時是計程車司機偶像赤羽以及江本妹的粉絲。
雖然名字羅馬拼音第一個字是"I"，但是因為和店長同為男性所以沒有被畫到戀愛相關圖上。
飾演回憶劇的女主角：猫背椿
當曼哈頓的常客說起自己過去的戀愛經驗時出場。演過赤羽、千倉、江本和小忍。
輕井澤夫人(遠山)：遠山景織子
千倉老師的連續劇的女主角。只來過曼哈頓一次。
有演過一次赤羽過去的戀愛經驗。
紅色運動衣的女人(池津)：池津祥子
千倉老師的連續劇裡出現的謎之女。總是穿著紅色運動衣。
去曼哈頓出外景那次，應要求在赤羽小姐的計程車引擎蓋上簽了名。

## 製作人員
- 製作 - 磯山晶
- 腳本 - 宮藤官九郎
- 導演 - 土井裕泰、片山修、坪井敏雄
- 音樂製作 - 志田博英

## 主題歌
- 『Love Love Manhattan』TOKIO

## 獎項
第39回日劇學院賞
- 作品賞
- 導演賞（土井裕泰、片山修、坪井敏雄）
- 劇本賞（宮藤官九郎）
- 女配角賞（小泉今日子）
- 主題曲賞（『Love Love Manhattan』TOKIO）
- 音樂賞（佐藤直紀）
- 卡司賞
- 片頭片尾賞（片山修）

## 関連商品

### 書籍
- 宮藤官九郎『マンハッタンラブストーリー』（2003年12月19日、角川書店、ISBN 978-4048735094）

### DVD/Blu-ray
- 『マンハッタンラブストーリー DVD-BOX』（2004年3月12日、ジェネオンエンタテインメント）
- 『マンハッタンラブストーリー Blu-ray BOX』（2011年1月26日、ジェネオン・ユニバーサル）

## 外部連結
- TBS的官方網頁 （页面存档备份，存于）

| 日本 TBS 週四十點連續劇            | 日本 TBS 週四十點連續劇                   | 日本 TBS 週四十點連續劇 |
| ---------------------------------- | ----------------------------------------- | ----------------------- |
|                                    | 曼哈頓愛情故事 （2003.10.9 - 2003.12.18） |                         |
| 歡迎來高原 （2003.7.3 - 2003.9.4） | 麻辣嬌娃 （2004.1.15 - 2004.3.18）        |                         |